# تيك أوف (مغني راب)
كيرشنيك خاري بول (18 يونيو 1994 - 1 نوفمبر 2022)، المعروف مهنيا باسم Takeoff، كان مغني راب أمريكي. اشتهر بأنه عضو في ثلاثي الهيب هوب ميغوس جنبا إلى جنب مع عمه كوافو وابن عمه، سجلت المجموعة أربعة اغاني في قائمة أفضل عشرة أغاني على بيلبورد هوت 100 والاغاني المسجلة هي "MotorSport" من نيكي ميناج وكاردي بي، و«قلي سريع»، و"Walk It Talk It" من دريك، و"Bad and Boujee" من ليل عوزي فيرت، والاخيرة كان اعلى شيء في القائمة (على الرغم من ان تيك اوف لا يقدم في الأغنية المنفردة) كما حصل تيك اوف على ترشيحين لجائزة جرامي. في 1 نوفمبر 2022، تم إطلاق النار عليه وقتل في هيوستن، تكساس.

## النشأة
ولد كيرشنيك خاري بول في لورنسفيل، جورجيا، على بعد 50 كم شمال شرق أتلانتا. نشأ في لورانسفيل من قبل والدته، مع أفراد أسرته كويفو وأوفست.

## مساره مهني

### بدايته مع ميغوس: 2008-2018

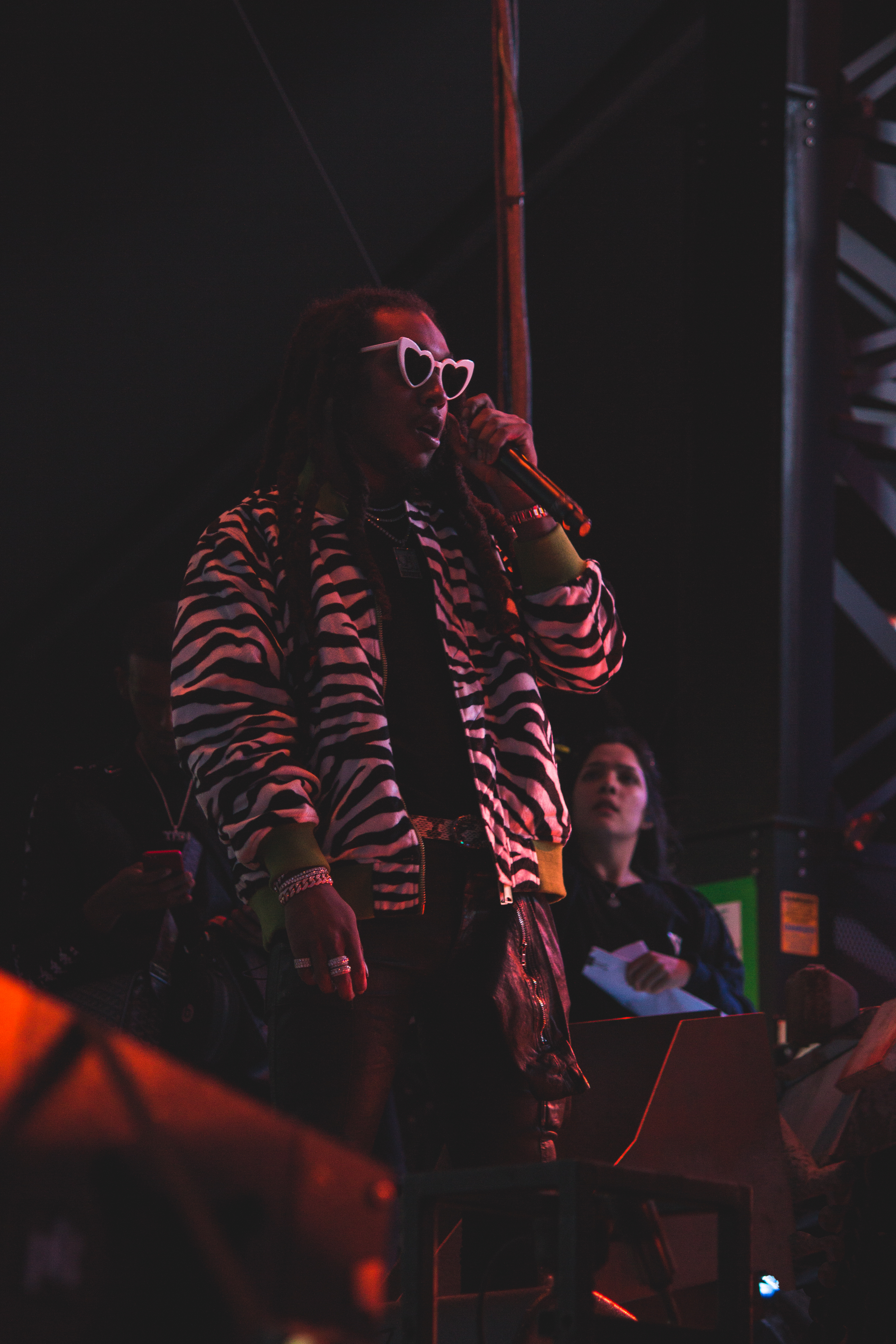
اداء Take-off في مهرجان VELD للموسيقى سنة 2017

بدأ تيك اوف تسجيل موسيقى الراب في عام 2008. جنباً إلى جنب مع أفراد اسرته -كوافو وأوفست - سمت المجموعة نفسها في البداية باسم Polo Club، لكنها غيرت اسمها في النهاية إلى ميغوس. أصدرت المجموعة أول البوم كامل لها، في 25 أغسطس 2011 وهو عبارة عن شريط مختلط بعنوان Juug Season، وعملوا شريط مختلط اخر تحت عنوان No Label، في 1 يونيو 2012.
صعد فريق ميغوس في البداية إلى الصدارة بعد إصدار أغنيته المنفردة «فيرساتشي»، في عام 2013. تم عمل ريمكس للغنية بواسطة مغني الراب دريك وصلت للعدد 99 على بيلبورد هوت 100 ورقم 31 على قائمة هوت آر آند بي / أغاني الهيب هوب. أول ألبوم إنتاج باستوديو لهم، هو يونغ ريتش نيشن، تم إصداره في يوليو 2015، وظهر كضيفة شرف من كريس براون والشباب البلطجة، والإنتاج من زيتوفن وموردا بيتز. بلغ الألبوم ذروته في المرتبة 17 على ال بيلبورد 200.